# Démographie de Sao Tomé-et-Principe
Cet article contient des statistiques sur la démographie de Sao Tomé-et-Principe.